# Monte Ceneri
Monte Ceneri är ett bergspass i Schweiz.   Det ligger i distriktet Lugano och kantonen Ticino, i den sydöstra delen av landet, 140 km sydost om huvudstaden Bern. Monte Ceneri ligger 554 meter över havet.
Terrängen runt Monte Ceneri är bergig. Närmaste större samhälle är Lugano, 15,1 km söder om Monte Ceneri. 
I omgivningarna runt Monte Ceneri växer i huvudsak blandskog.